# Kamalganj
Kamalganj is een nagar panchayat (plaats) in het district Farrukhabad van de Indiase staat Uttar Pradesh. 

## Demografie
Volgens de Indiase volkstelling van 2001 wonen er 14.659 mensen in Kamalganj, waarvan 54% mannelijk en 46% vrouwelijk is. De plaats heeft een alfabetiseringsgraad van 56%. 